# Muhammad Ghannúší
Muhammad Ghannúší (arabsky محمد الغنوشي, narozen 18. srpna 1941) je tuniský politik, který v letech 1999-2011 zastával úřad premiéra této země. Je považován za technokrata a patří k dlouholetým členům tuniské vlády, byl ministrem financí (1989–1992), ministrem pro mezinárodní spolupráci (1992–1999) a po pádu prezidenta Zína Abidína bin Alího při pouličních nepokojích byl od 14. ledna do 15. ledna 2011 úřadujícím prezidentem Tuniska. Po těchto nepokojích stál v čele prozatímní vlády, ale demonstrantům vadilo jeho spojení s předchozím režimem, a tak 27. ledna podal rovněž demisi s přesvědčením, že "jeho demise usnadní přechod země do nové éry".